# Harald Ertl
Harald Ertl, född 31 augusti 1948 i Zell am See, död 7 april 1982 i Gießen i Tyskland, var en österrikisk racerförare.

## Racingkarriär
Ertl var en journalist och amatörracerförare som lyckades skaffa tillräckligt med sponsorer för få köra i formel 1 under senare halvan av 1970-talet. Han körde för flera stall men någon poäng fick han aldrig. Hans bästa resultat var en sjundeplats i en Hesketh-Ford i Storbritannien 1976.
Ertl var en av de personer som hjälpte Niki Lauda ur dennes brinnade Ferrari på Nürburgring under Tysklands Grand Prix 1976.
Ertl omkom i en flygolycka 1982, när han och hans familj var på väg till sin sommarstuga på ön Sylt i Tyskland.

## F1-karriär
| Säsong | Stall/Tillverkare                 | Poäng | Placering |
| ------ | --------------------------------- | ----- | --------- |
| 1975   | Warsteiner Brewery (Hesketh-Ford) | 0     | –         |
| 1976   | Hesketh-Ford                      | 0     | –         |
| 1977   | Hesketh-Ford                      | 0     | –         |
| 1978   | Ensign-Ford ATS-Ford              | 0     | –         |
| 1980   | ATS-Ford                          | 0     | –         |